# 能郷の能・狂言
能郷の能・狂言（のうごうののうきょうげん）は、岐阜県本巣市根尾能郷に伝わる神事芸能。毎年4月13日の能郷白山神社の祭礼に奉納され、元々は夜に行われる篝能だったが現在は昼に改められている。

## 特徴

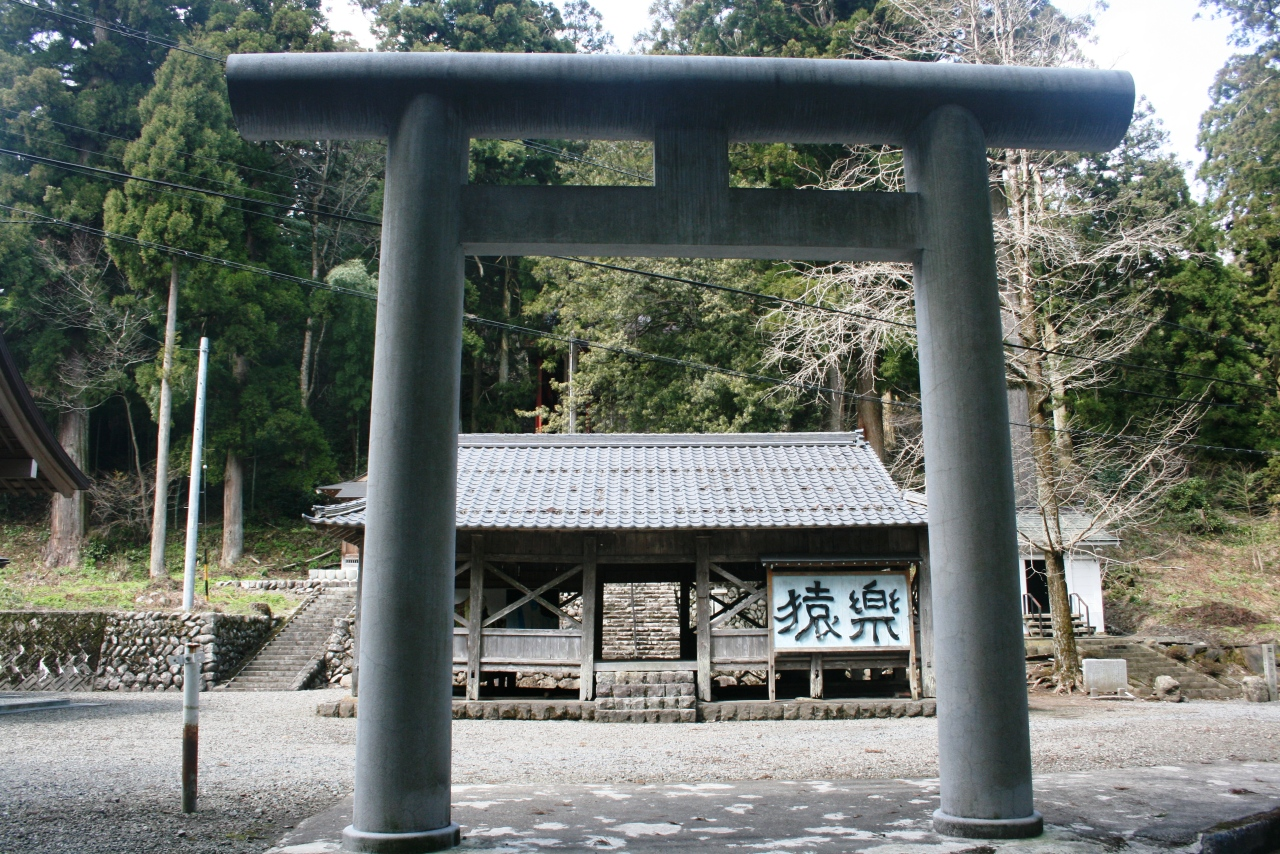
能郷の能・狂言が開催される能郷白山神社の舞台

能郷の猿楽衆16戸は、能方・狂言方・囃子方が決まっていて、それぞれの家で世襲的に口伝えで受け継がれてきたものである。
口伝えで伝えられていることもあり、何時頃から始まったかは定かではない。能郷白山神社の火災もあり、現在残っている古文書の最古のは慶長3年の「間狂言間語」である。現存する能面は室町時代以前である。一説では奈良時代、この地に左遷されていた人物が許され、都に戻った際に春日大社の舞楽の面を手に入れて伝えたという。このとき地名を能郷としたという。
現在は観世流や和泉流など流派が定まっているが、それ以前の能楽の源流がそのままの形で残されている貴重な文化遺産であり、1975年（昭和50年）の文化財保護法の改正によって制定された重要無形民俗文化財の第1回の指定を受けた。